# Młyńska Góra (Obniżenie Jeleniej Góry)
Młyńska Góra (niem. Mühl Berg, 430 m n.p.m.) – wzgórze w południowo-zachodniej Polsce, w Sudetach Zachodnich, w Kotlinie Jeleniogórskiej, w Obniżeniu Jeleniej Góry.
Dwuwierzchołkowe wzgórze we wsi Trzcińsko, na prawym brzegu rzeki Bóbr (dopływ Odry).